# روز خوب اون‌سو
روز خوب اون‌سو (انگلیسی: Eun-Soo's Good Day; کره‌ای: 은수 좋은 날) یک مجموعه تلویزیونی محصول کره جنوبی در ژانر دلهره‌آور جنایی ابرقهرمانی با بازی لی یونگ ئه و کیم یونگ کوانگ است. این مجموعه از سپتامبر ۲۰۲۵، روزهای شنبه و یکشنبه ساعت ۰۹:۲۰ (کی‌اس‌تی) از شبکهٔ کی‌بی‌اس۲ پخش خواهد شد.

## خلاصه داستان
داستان مجموعه دربارهٔ یک زن خانه‌دار معمولی به نام کانگ اون سو است که پس از یافتن مقدار زیادی مواد مخدر در تلاش برای تأمین هزینه درمان همسرش که به بیماری لاعلاجی دچار است، به دنیای خلاف کشیده می‌شود و اقدام به فروش مواد به ارزش صدها میلیارد وون می‌کند.

## بازیگران
- لی یونگ ئه در نقش اون سو: یک مادر مجرد معمولی[۲]
- کیم یونگ کوانگ در نقش لی کیونگ: معلمی با هویتی مرموز[۲]
- پارک یونگ وو در نقش ته گو: کارآگاهی که در تعقیب اون سو است[۲]
- کیم شی آ

## تولید
روز خوب اون‌سو به کارگردانی سونگ هیون ووک و نویسندگی جون یونگ شین است؛ کسی که پیش‌تر در نویسندگی مجموعه‌های تلویزیونی آرگون (۲۰۱۷) و دروغ‌های درون (۲۰۱۸) نیز همکاری داشته است. این مجموعه توسط شرکت‌های بارام پیکچرز و اسلینگ‌شات استودیو تولید می‌شود.